# Occidentalism
Occidentalism (av latinets óccidens, 'den nedgående solens trakt', av verbet occídere, 'falla, gå ner, stupa', motsatsen till óriens, 'den uppgående solens trakt, orienten' av verbet oríri, 'gå upp, födas') är ett begrepp som beskriver den stereotypa synen på västvärlden, inklusive Europa, Förenta Staterna, och Australien. Ian Buruma och Avishai Margalit populariserade termen 2004 när de publicerade sin bok Occidentalism: the West in the Eyes of its Enemies. Termen är skapad som motsats till Orientalism, som i Edward Saids användning av ordet som en sammanfattning av västvärldens stereotyp av dem som lever i Orienten. 
Enligt den stereotypa bilden av västvärlden präglas den av kall effektivitet, utbredd glädjelöshet och själlös kunskap istället för upplyst vishet. Ett antal tidigare böcker har också använt termen, ibland i olika betydelser, ett exempel är Chen Xiaomeis Occidentalism: A Theory of Counter-Discourse in Post-Mao China (New York: Oxford, 1995)

## Österlandets syn på Västvärlden
Negativa stereotyper av västerländsk kultur i österland kan spåras så långt tillbaka som persiska attityder till Grekland och det antika Roms kultur, eller till senare konfrontationer mellan Islam och Kristendomen. Samtidigt har själva definitionen av en opposition mellan Öst och Väst varit flytande och osäker. Exempelvis framställdes i Han-dynastins östra Kina en negativ bild av västra Kina i boken Hou Hanshu. Det är den officiella historieskrivningen för dynastin. Boken sammanställdes av Fan Ye (död 445), och den redogör för möten mellan Han-kulturen och västerländska kulturer som till exempel den romerska (Daquin, kinesiska 大秦) då främst de östra delarna av Syrien som Han-kulturen hade kontakt med.
Det Västra Hu är fjärran land.
De bor i en yttre zon.
Deras länders produkter är vackra och älskade,
Men deras karaktär är slapphänt och lösaktig.
De följer inte Kinas seder.
Han har de kanoniska böckerna.
De lyder inte Gudarnas Väg.
Så löjeväckande!
Så obstinat!
Uppenbarligen korresponderar västerlandet här inte med termens samtida mening, men det indikerar att andrafieringen av geografiskt och kulturellt skilda folk har en lång historia.
Med spridningen av europeisk handel under 1700- och 1800-tal blev den moderna begreppsbildningen Öst/Väst-distinktionen mera klart artikulerad. Nedvärderande eller stereotypa porträtt av västerlänningar uppkommer hos många indiska, kinesiska och japanska konstnärer under den här perioden. Samtidigt blev västerländskt inflytande i politik, kultur, ekonomi och vetenskap starkare, och ofta markerat emot. Under det sena 1900-talet började många västerländska kulturella teman och bilder att uppträda i asiatisk konst och kultur, särskilt i Japan. Engelska ord och fraser framträdande i många japansk reklam och populärkultur, och många japanska anime skrivs runt karaktärer, miljöer, teman, och mytiska figurer som härstammar från olika västerländska kulturella traditioner. I motsats till det har vissa andra kulturer försökt att distansera sig från västerländskt inflytande och betona inhemska kulturtraditioner. I vissa fall har det här motståndet utsträckts även till västerländska politiska och ekonomiska system. 

## Occidentalism i västerländska ögon
Buruma och Margalit argumenterar för att det här nationalistiska och inhemska motståndet mot "Väst" faktiskt är svar på moderniserande krafter som har sina rötter i den västerländska kulturen, såväl hos utopiska radikaler som nationalistiska konservativa som såg kapitalism, liberalism och sekularism som destruktiva krafter. De menar att medan tidiga svar mot väst representerar ett genuint möte mellan olika kulturer, så avslöjar många av de senare manifestationerna av occidentalism inflytandet hos västerländska ideal på de österländska intellektuella. Exempel är nationalstatens överhöghet, det romantiska förkastandet av rationaliteten och den påstådda andliga fattigdomen hos medborgarna i liberala demokratier. De spårar detta till tysk romantik och till debatter mellan västvänliga och slavofila krafter i 1800-talets Ryssland. De hävdar att liknande argument uppträder i olika skepnader inom maoismen, islamismen, japansk nationalism och andra rörelser. 
I en avstickare från den negativa användningen av termen, menar Bonnett i The Idea of the West (2004) att både occidentalism och västerlandet är, till stor del, icke-västliga uppfinningar. Termerna används istället, ibland med klart positiva konnotationer, för att utveckla distinkta, icke-västliga moderna traditioner. Bonnett förkastar Buruma och Margalits analys som eurocentrisk och argumenterar istället för occidentalismens ursprung i kopplingen mellan icke-västliga och västerländska intellektuella traditioner.

## Mer läsning
- Buruma, Ian och Avishai, Margalit. Occidentalism: the West in the Eyes of its Enemies. The Pengiun Press HC, 2004. ISBN 978-1594200083 (i svensk översättning, Occidentalism, 2008).
- Bonnett, Alastair. The Idea of the West: Culture, Politics and History. Houndmills, Basingstoke, Hampshire; New York: Palgrave Macmillan, 2004. ISBN 1403900345, ISBN 1403900353.
- Xiaomei Chen. Occidentalism: A Theory Of Counter-Discourse in Post-Mao China, second ed., rev. and expanded. Lanham, Maryland: Rowman & Littlefield, 2002. ISBN 0847698750.